# Rákospalota
Rákospalota (/ˈɾaːkoʃpɒlotɒ/) est un quartier situé dans le 15e arrondissement de Budapest. 